# 卡奔塔利亞公路
卡奔塔利亞公路（英語：Carpentaria Highway）位於澳大利亚北领地，全長380（240英里），連接戴利沃特斯與博羅盧拉，是國道1號的一部分。公路得名自卡奔塔利亞灣，與斯圖爾特公路連接。